# Luxon
Pour les articles homonymes, voir Luxon (homonymie).
 (juillet 2024).
Si vous disposez d'ouvrages ou d'articles de référence ou si vous connaissez des sites web de qualité traitant du thème abordé ici, merci de compléter l'article en donnant les références utiles à sa vérifiabilité et en les liant à la section « Notes et références ».
Un luxon est une particule se déplaçant, lorsqu'elle est dans le vide, uniquement à c, vitesse de la lumière dans le vide.

## Propriétés
Un luxon a une masse au repos nulle. Cependant, il ne faut pas attribuer trop de sens à cette propriété ; puisque dans la définition d'un luxon il y a la notion de vitesse, un luxon n'est jamais au repos. Dans son cas, la masse au repos n'est qu'un intermédiaire de calcul.

### Énergie
L'énergie d'un luxon n'est pas nulle, car la formule E=mc2 ne donne que l'énergie au repos.
Dans le cas de particules mobiles, la formule complète décrivant leur énergie totale s'écrit en effet {\displaystyle m^{2}c^{4}=E^{2}-p^{2}c^{2}.}
Et on a : {\displaystyle \,p=(v/c)(E/c)\,.}
De ce qui précède, on déduit que si v=c, alors m=0 et E=pc.
On peut aussi attribuer une masse relativiste aux particules en mouvement. La masse relativiste, qui par définition vaut Etotale/c2, vaut donc p/c pour un luxon.

## Liste des luxons

### Luxons connus
En 2008, les seuls luxons connus sont des bosons de jauge : le photon (agent de l'électromagnétisme et vecteur de la lumière) et le gluon (agent de l'interaction forte — les gluons n'existent pas à l'état libre).

### Luxons candidats
Bien que non mis en évidence expérimentalement, le graviton peut être ajouté, car s'il existe (il est postulé par les théories de la gravité quantique) il est nécessairement un luxon.

### Particules réfutées en tant que luxons

#### Neutrino
Le neutrino est une particule interagissant très faiblement avec la matière qui existe sous trois saveurs. Longtemps supposé de masse nulle, ce qui aurait dû faire de lui un luxon, l'expérience Super-Kamiokande en 1998 établit finalement que les neutrinos peuvent changer de saveur pendant leur parcours. Or ce constat implique, selon la théorie, une masse non nulle. S'il n'existe pas encore de méthode de mesure directe de la masse des neutrino, la valeur supérieure de masse est évaluée par hypothèses cosmologique, pour les trois saveurs de neutrinos à : m(νe) < 225 eV/c2, m(νμ) < 190 keV/c2 et m(ντ) < 18,2 MeV/c2. Une mesure des neutrinos issus de la désintégration du tritium donnent une valeur supérieure de 1,1 eV/c2.
En septembre 2011, des résultats de l'expérience OPERA semblaient indiquer que le neutrino aurait une vitesse supérieure à celle de la lumière, en faisant ainsi un tachyon. Ces résultats furent ensuite réfutés en 2012, l'expérience OPERA ayant fait une erreur de mesure expérimentale.